# Giro di Lombardia 1947
Il Giro di Lombardia 1947, quarantunesima edizione della corsa, fu disputata il 26 ottobre 1947, su un percorso totale di 222 km. Fu vinta per la seconda volta consecutiva dall'italiano Fausto Coppi, giunto al traguardo con il tempo di 6h15'00" alla media di 35,520 km/h, precedendo i connazionali Gino Bartali e Italo De Zan.
Presero il via da Milano 129 ciclisti e 53 di essi portarono a termine la gara.

## Ordine d'arrivo (Top 10)
| Pos. | Corridore        | Squadra          | Tempo    |
| ---- | ---------------- | ---------------- | -------- |
| 1    | Fausto Coppi     | Bianchi          | 6h15'00" |
| 2    | Gino Bartali     | Legnano          | a 5'24"  |
| 3    | Italo De Zan     | Lygie            | s.t.     |
| 4    | Sergio Pagliazzi | Ricci            | a 7'00"  |
| 5    | Louis Thiétard   | Metropole-Dunlop | s.t.     |
| 6    | Adolfo Leoni     | Bianchi          | a 8'45"  |
| 7    | Brik Schotte     | Alcyon-Dunlop    | s.t.     |
| 8    | Mario Ricci      | Legnano          | s.t.     |
| 9    | Egidio Marangoni | Wally            | s.t.     |
| 10   | Fermo Camellini  | Olmo             | s.t.     |